# Ћуковац (Врање)
Ћуковац је насељено место града Врања у Пчињском округу. Према попису из 2022. било је 964 становника (према попису из 1991. било је 958 становника).

## Демографија
У насељу Ћуковац живи 775 пунолетних становника, а просечна старост становништва износи 37,9 година (37,1 код мушкараца и 38,6 код жена). У насељу има 259 домаћинстава, а просечан број чланова по домаћинству је 3,89.
Ово насеље је великим делом насељено Србима (према попису из 2002. године).
|  |

| Демографија | Демографија | Демографија |
| Година      | Становника  | Становника  |
| ----------- | ----------- | ----------- |
| 1948.       | 1.141       |             |
| 1953.       | 1.180       |             |
| 1961.       | 1.106       |             |
| 1971.       | 1.010       |             |
| 1981.       | 918         |             |
| 1991.       | 958         | 953         |
| 2002.       | 1.007       | 1.013       |
| 2011.       | 1.030       |             |

| Етнички састав према попису из 2002.‍ | Етнички састав према попису из 2002.‍ | Етнички састав према попису из 2002.‍ | Етнички састав према попису из 2002.‍ | Етнички састав према попису из 2002.‍ |
| ------------------------------------ | ------------------------------------ | ------------------------------------ | ------------------------------------ | ------------------------------------ |
|                                      |                                      |                                      |                                      |                                      |
| Срби                                 | Срби                                 |                                      | 1.003                                | 99,60%                               |
| Македонци                            | Македонци                            |                                      | 2                                    | 0,19%                                |
| Хрвати                               | Хрвати                               |                                      | 1                                    | 0,09%                                |
| Бугари                               | Бугари                               |                                      | 1                                    | 0,09%                                |
| непознато                            | непознато                            |                                      | 0                                    | 0,0%                                 |

| Година пописа     | 1948. | 1953. | 1961. | 1971. | 1981. | 1991. | 2002. |
| ----------------- | ----- | ----- | ----- | ----- | ----- | ----- | ----- |
| Број домаћинстава | 197   | 211   | 218   | 224   | 223   | 239   | 259   |

| Број чланова      | 1  | 2  | 3  | 4  | 5  | 6  | 7 | 8 | 9 | 10 и више | Просек |
| ----------------- | -- | -- | -- | -- | -- | -- | - | - | - | --------- | ------ |
| Број домаћинстава | 12 | 48 | 51 | 59 | 42 | 36 | 8 | 1 | 0 | 2         | 3,89   |

| Пол    | Укупно | Неожењен/Неудата | Ожењен/Удата | Удовац/Удовица | Разведен/Разведена | Непознато |
| ------ | ------ | ---------------- | ------------ | -------------- | ------------------ | --------- |
| Мушки  | 414    | 99               | 292          | 20             | 3                  | 0         |
| Женски | 406    | 56               | 298          | 48             | 4                  | 0         |
| УКУПНО | 820    | 155              | 590          | 68             | 7                  | 0         |

| Пол    | Укупно                    | Пољопривреда, лов и шумарство | Рибарство                            | Вађење руде и камена | Прерађивачка индустрија       |
| ------ | ------------------------- | ----------------------------- | ------------------------------------ | -------------------- | ----------------------------- |
| Мушки  | 228                       | 37                            | 0                                    | 0                    | 93                            |
| Женски | 123                       | 15                            | 0                                    | 0                    | 72                            |
| УКУПНО | 351                       | 52                            | 0                                    | 0                    | 165                           |
| Пол    | Производња и снабдевање   | Грађевинарство                | Трговина                             | Хотели и ресторани   | Саобраћај, складиштење и везе |
| Мушки  | 21                        | 18                            | 10                                   | 6                    | 10                            |
| Женски | 0                         | 2                             | 5                                    | 6                    | 0                             |
| УКУПНО | 21                        | 20                            | 15                                   | 12                   | 10                            |
| Пол    | Финансијско посредовање   | Некретнине                    | Државна управа и одбрана             | Образовање           | Здравствени и социјални рад   |
| Мушки  | 0                         | 2                             | 5                                    | 5                    | 1                             |
| Женски | 0                         | 1                             | 1                                    | 2                    | 7                             |
| УКУПНО | 0                         | 3                             | 6                                    | 7                    | 8                             |
| Пол    | Остале услужне активности | Приватна домаћинства          | Екстериторијалне организације и тела | Непознато            | Непознато                     |
| Мушки  | 0                         | 0                             | 0                                    | 20                   | 20                            |
| Женски | 0                         | 0                             | 0                                    | 12                   | 12                            |
| УКУПНО | 0                         | 0                             | 0                                    | 32                   | 32                            |